# Université Bordeaux-Montaigne
Ne doit pas être confondu avec Université de Bordeaux.
L'Université Bordeaux Montaigne , dénommée « Bordeaux-III » par décret, et anciennement « université Michel-de-Montaigne - Bordeaux-III » de 1990 à 2014, est une université française située à Pessac (Gironde), dans le domaine universitaire de Talence Pessac Gradignan. C’est l’une des deux universités que compte la ville de Bordeaux, avec l'université de Bordeaux, fondée en 1441, et une des principales de la région Nouvelle-Aquitaine. Ses domaines principaux d’enseignement et de recherche sont les arts, lettres, langues, histoire, histoire de l'art, géographie, aménagement, urbanisme, communication et journalisme. Plus de 16 500 étudiants y sont inscrits. L’Université Bordeaux Montaigne faisait partie de la communauté d'universités et établissements d'Aquitaine jusqu'à sa dissolution en 2020.

## Historique
L’université de Bordeaux fut fondée en 1441 par une bulle du pape Eugène IV à l'initiative de Pey Berland.
Le 23 janvier 1838, le conseil municipal de Bordeaux accepta la proposition de Narcisse-Achille de Salvandy de créer à Bordeaux des facultés des sciences et des lettres. L’ordonnance du 24 août 1838 rétablit la faculté des lettres et créa celle des sciences. Les deux facultés furent inaugurées le 16 novembre 1839.
L’université Bordeaux-III a été créée en 1970 à la suite de la division en trois de l’ancienne université de Bordeaux reconstituée en 1896. Le projet de déménager la faculté de lettres, à l'étroit dans le bâtiment du cours Pasteur (l'actuel musée d'Aquitaine), est accepté à partir des années 1960. Le déménagement a lieu entre 1966 et 1971, et s'achève avec la fondation de l'université actuelle, dorénavant située sur le campus de Pessac.
Les édifices du plan initial (33 000 m2) se révèlent assez rapidement insuffisants, étant donné l'augmentation du nombre d'étudiants, d'où une série d'additions, auxquelles il faut ajouter la construction de centres de recherche spécialisés (Sciences de l'Homme d'Aquitaine en 1974, Maison des Arts en 1994) ; cela n'empêche pas l'université d'être considérée comme « saturée » dès les années 1990, d'où une nouvelle série de travaux.
En 1990 l'université Bordeaux III prend le nom d'« université Michel-de-Montaigne »,. L'université s'ouvre davantage à l'étranger à travers de nombreux accords universitaires, et a organisé son activité de publication avec la fondation, en 1983, des Presses universitaires de Bordeaux (PUB). L'université suit les grandes réformes, avec l'implémentation de la réforme LMD en 2005 et la participation au Pôle de recherche et d’enseignement supérieur « université de Bordeaux » en 2007.
En 2009 a lieu un mouvement de contestation et de grève chez les enseignants et les étudiants, concernant le statut des enseignements chercheurs et reprenant l'opposition de 2007 à la loi L.R.U.. Le 1er septembre 2010, l'université procède à une importante réorganisation, passant de onze à trois UFR à la suite d'un processus de fusion. En 2011, Bordeaux-III étend sa gamme de formations, avec six nouvelles licences et cinq nouveaux masters ; cette annonce entraîne toutefois une polémique et une pétition, étant donné qu'en contrepartie le financement de certaines préparations au CAPES et à l'agrégation est mis en cause.
En septembre 2010, les conseils de Bordeaux-III votent contre le projet de fusion des universités bordelaises, préférant un « modèle fédéral » à un grand établissement, et craignant qu'une fusion n'introduise un fort déséquilibre de fonds et de moyens entre les sciences « dures » et les sciences humaines. En 2011, le PRES « université de Bordeaux » est choisi dans le cadre du projet des « investissements d'avenir » pour devenir un pôle de rang mondial ; Bordeaux III compte un des laboratoires lauréats, l'initiative « LaScArBx - Apprendre de l'usage du monde par les sociétés anciennes ».
L'année 2012 est marquée par des difficultés institutionnelles. Jean-Paul Jourdan, professeur d'histoire contemporaine, ancien vice-président du CA, préside l'université du 23 mars au 24 mai. Son élection est toutefois annulée le 24 mai par le tribunal administratif de Bordeaux à la suite d'un recours de Pierre Beylot, appuyé par Jean-Yves Coquelin. Quelques jours plus tard le recteur de Bordeaux nomme un administrateur provisoire, Patrice Brun, ex président de Bordeaux 3, remplacé en octobre par M. Singaravelou (lui aussi ex président) jusqu'à une nouvelle élection présidentielle, tenue le 9 novembre. Cette élection n'ayant permis de départager les candidats, un nouveau scrutin se tient le 7 décembre 2012 et conduit à l'élection de Jean-Paul Jourdan. Fin avril 2013, la nouvelle équipe organise un référendum concernant la participation à la nouvelle université de Bordeaux, ouvert à tout le personnel et aux représentants des étudiants ; le non l'emporte à 85,8 %, avec un taux d'abstention s'élevant à 46 %.
Le 12 mars 2014 l'université Michel-de-Montaigne Bordeaux III est rebaptisée « Université Bordeaux Montaigne », en raison de la fusion de trois autres universités de Bordeaux et après décision en date du 18 octobre 2013, du conseil d’administration.
En octobre 2019, une conférence de la philosophe Sylviane Agacinski est annulée à la suite d'une mobilisation d'associations et syndicats LGBTI dont Solidaires étudiant-e-s Bordeaux. Cette annulation a créé une polémique : la philosophe a considéré l'annulation comme une attaque à la liberté d'expression et les associations ont vu la conférence comme un simple outil de propagande politique discriminatoire, dans un contexte où le projet de loi relative à la bioéthique était discuté au Parlement.
Dès novembre 2019, une forte mobilisation étudiante touche l'université à la suite de l'immolation d'un étudiant à Lyon. L'université est bloquée à plusieurs reprises par les étudiants. Ce mouvement rejoint en décembre le mouvement social contre la réforme des retraites. Les doctorants du collectif Marcel Mauss et une dizaine de professeurs (majoritairement historiens) rejoignent le mouvement en janvier 2020 à la suite de l'annonce du gouvernement du projet de loi de programmation pluriannuelle de la recherche (LPPR). Un amphithéâtre (l'amphithéâtre B200) est occupé dès novembre jusqu'en mars. Les différentes composantes de l'université prennent position contre ce projet de loi et émettent des motions à son encontre. Ce mouvement s'estompe avec la fermeture du site universitaire liée à la pandémie de COVID-19 en mars 2020.
Le 20 juin 2022, l'enseignante-chercheuse en philosophie Barbara Stiegler porte plainte pour viol contre un professeur de l'université, qui s'avère être également un ancien directeur d'UFR et de laboratoire et vice-président de l'université en 2020. À la suite de cette plainte, une dizaine d'étudiantes de promotions différentes contactent la cellule de signalement de l'université pour dénoncer des comportements inappropriés remontant jusqu'en 2018. L'une d'entre elles dépose plainte pour harcèlement. Les étudiantes accusent également l'université d'ignorer leurs alertes et de ne pas donner suite à leurs signalements. Selon Barbara Stiegler, les faits auraient été signalés à sa hiérarchie dès décembre 2021, sans susciter de réaction significative. L'enseignant concerné est finalement suspendu à titre conservatoire en 2023, en vue d'un passage devant une commission disciplinaire, et le président de l'université publie un communiqué le 24 octobre 2024 déclarant que la situation est considérée "avec le plus grand sérieux". S'estimant incapable de prouver les faits de viol, la commission disciplinaire a sanctionné le professeur concerné en février 2024 d'une suspension d'un an pour des faits de "nudité imposée" envers une postdoctorante,. La première plainte de Barbara Stiegler a été classée sans suite en 2023, mais un juge d'instruction est saisi en 2024 à la suite d'une seconde plainte.
Cette affaire lance une polémique sur le traitement des violences sexuelles à l'université Bordeaux Montaigne, certains syndicats étudiants demandant un bilan de la cellule de signalement et la création d'une commission "indépendante de la direction". Cette polémique atteint son paroxysme à la suite de la sanction de la commission disciplinaire. Une première tentative de blocage a lieu le 26 mars 2024, mais les étudiants mobilisés sont expulsés dans la nuit du 26 au 27 mars. La Fédération Syndicale Etudiante, impliquée dans le blocage, dénonce la "répression" tandis que la Cocarde Etudiante déplore une réaction de l'université ayant lieu "seulement quand [le] président [de l'université] est mis en cause". L'université, quant à elle, justifie l'évacuation par l'organisation des élections étudiantes le lendemain. Un deuxième blocage a lieu du 9 au 16 avril, date à laquelle un accord est trouvé entre les bloqueurs et l'université,. Celui-ci prévoit l'embauche d'un psychologue pour accompagner les victimes de violences sexuelles, la diminution des représentants de la présidence au sein de la cellule de signalement et une meilleure transparence autour de celle-ci, ainsi que la création d'un groupe de référents étudiants,.

## Patrimoine universitaire
À la fin du XIXe siècle, on constate une grande réforme de l'enseignement français, dans une volonté de favoriser la recherche dans tous les domaines afin de faire accroître les connaissances partout dans le pays. En 1885, deux décrets du ministre de l'Instruction René Goblet sont publiés, donnant un statut de personnalité civile aux facultés en France ainsi que la possibilité de distinguer leurs budgets personnel et matériel. Cette nouvelle situation leur permettait dès lors de recevoir des subventions de la part des villes et des départements et donc d'envisager d'acquérir des collections d'objets.

### Le palais des facultés
En 1886, fut construit le palais des facultés à Bordeaux par l'architecte Charles Durand le long du cours des Fossés. Ce bâtiment abritait un musée d'archéologie mais également la faculté des Lettres et des Sciences guidé par cet esprit de réforme. Ce lieu avait pour ambition de favoriser la recherche et l'enseignement. Des cours étaient donc dispensés au sein du musée d'archéologie.
Pierre Paris, maître de conférence d'archéologie et d'institutions grecques à la faculté des Lettres et des Sciences, prit la direction de ce musée universitaire la même année. Il missionna Maxime Collignon, chargé de cours sur une chaire d'antiquités grecques et latines à la faculté, de se rendre en Allemagne afin d'y étudier les méthodes d'enseignement. Ce dernier revint en étant convaincu que l'étude de moulages et d'objets archéologiques étaient indispensables pour un bon enseignement de l'archéologie. Pierre Paris fit donc la commande de plusieurs moulages, photographies et objets archéologiques en faisant aménager un espace pour les accueillir dans le palais des facultés de Bordeaux.

### La collection universitaire
À son commencement, cette collection, était composée de 350 moulages et accompagnée d'un catalogue scientifique rédigé par Pierre Paris et ses étudiants qui fut achevé en 1892. Elle grandit au fil des découvertes archéologiques majeures de l'époque en recevant les moulages des œuvres les plus intéressantes d'un point de vue scientifique. Ces moulages étaient réalisés par de grands ateliers très reconnus à l'époque, comme les ateliers du Louvre et celui des Beaux-Arts de Paris dans un premier temps, puis celui de D. Brucciani du British Museum, l'atelier du musée de Berlin ainsi que l'atelier de l’École Supérieure de Munich.
La collection fut également enrichie en fonction des orientations que prenaient les méthodes d'enseignement en archéologie et en histoire de l'art à l'époque. La majorité des moulages étaient à partir de sculptures de l'époque antique. On y trouvait aussi des moulages de l'époque archaïque et l'époque hellénistique ou encore de l'époque ibérique issus de deux voyages de Pierre Paris en Espagne en 1895 et 1897. Cela suivait la volonté de l’État que les facultés se spécialisent dans une époque en particulier. Enfin, l'enseignement de l'archéologie et d'histoire de l'art s'ouvrant à l'époque médiévale à partir du début du XXe siècle, des moulages d'élément architecturaux de cette période furent également réalisés et envoyés à Bordeaux. On ne sait pas si ces derniers documentaient l'architecture médiévale locale ou bien nationale, mais une tête d'évêque de la cathédrale de Chartres ayant été identifiée dans ces moulages amène plutôt à pencher pour la seconde option.
Cette collection était aussi composée de 3 000 photographies en grands formats d'édifices, d’œuvres de tous médiums permettant d'enrichir les cours, on trouve notamment des photographies de Léopoldo Alinari, Félix et Lydie Bonfils, Franz Seraph Hanfstaengl, Séraphin-Médéric Mieusement et Pascal Sébah. Ainsi que d'objets issus de fouilles comme des statuettes en terre cuite, des céramiques, etc..
En 1960, de nouveaux locaux furent attribués à la faculté des Lettres et des Sciences sur le site Pessac-Talence. Cependant, aucun espace ne fut réservé au musée universitaire d'archéologie à ce nouvel endroit. Les collections restèrent donc dans l'ancien bâtiment de la faculté qui devint le musée d'Aquitaine.
Cet ensemble a aujourd'hui une valeur patrimoniale bien qu'il ne soit composé que de reproductions pour les moulages. Il fut délaissé après la Seconde guerre Mondiale. C'est un précieux témoignage des méthodes d'enseignement des XIXe et XXe siècles. De plus, certains des moulages sont désormais les dernières représentations que l'on ait d’œuvres originales aujourd'hui détruites ou restaurées. Enfin, cette collection a perdu certains de ses moulages qui ont été endommagés mais est toujours conservée au musée d'Aquitaine de Bordeaux,,.

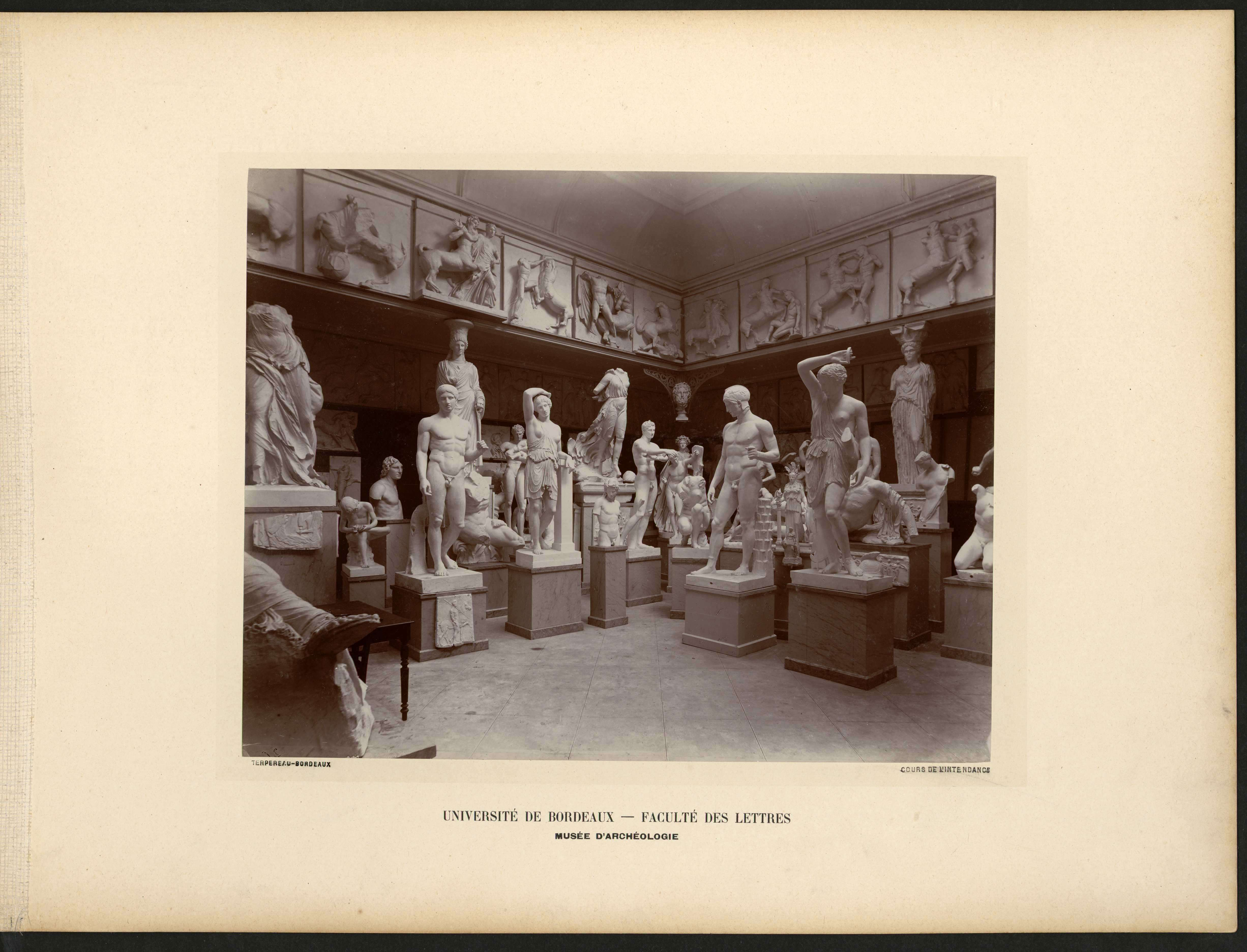
Collection de la Faculté des Lettres de Bordeaux dans le palais universitaire.
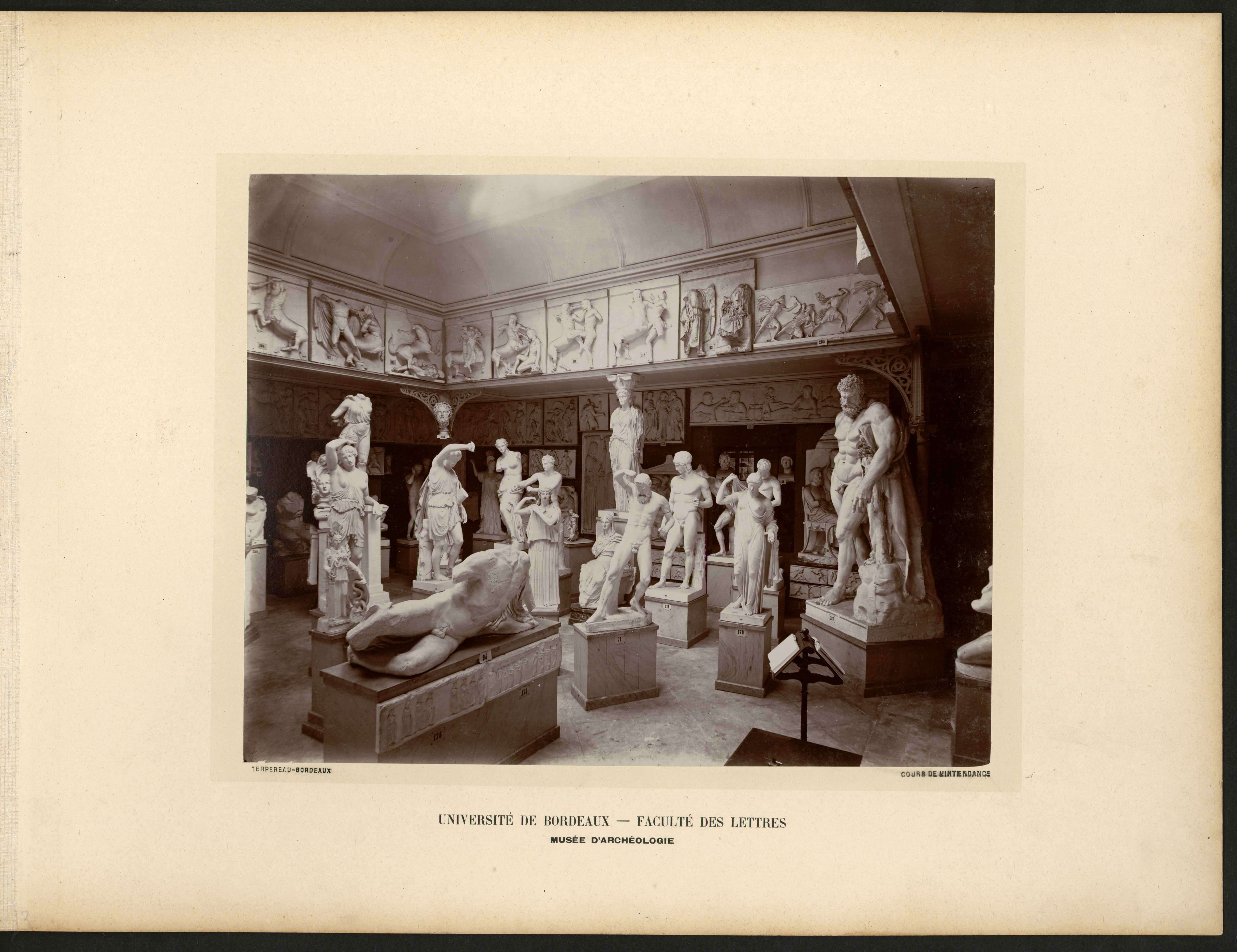
Collection de la Faculté des Lettres de Bordeaux dans le palais universitaire.
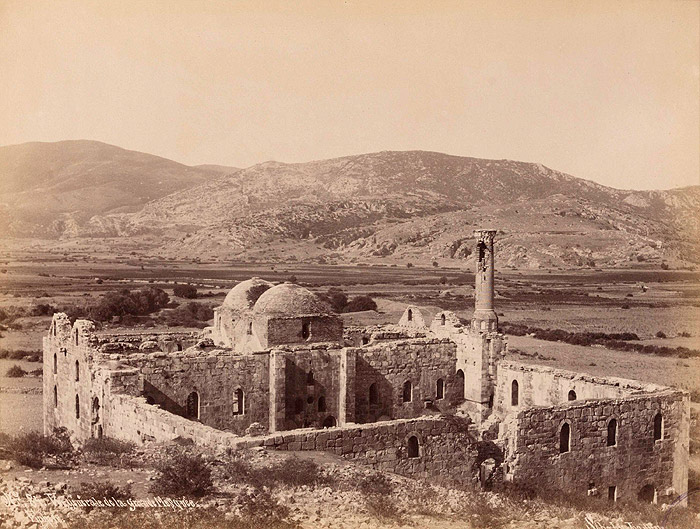
Pascal Sébah, Mosquée à Ephèse (Turquie). Collection photographique universitaire de Bordeaux Montaigne.
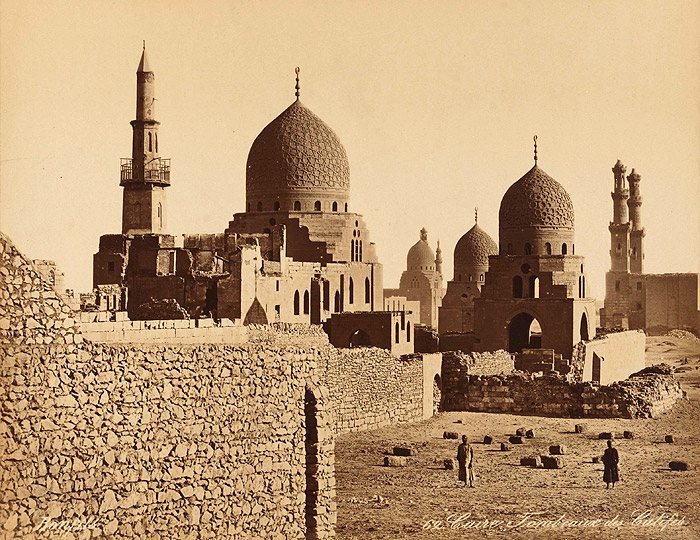
Félix Bonfils, Tombeaux des Califes au Caire (Egypte). Collection photographique universitaire de Bordeaux Montaigne.
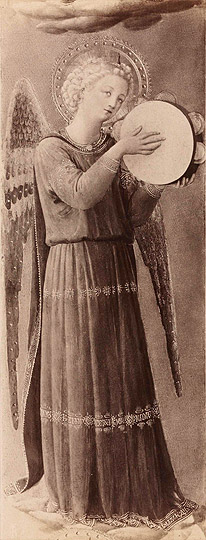
Leopoldo Alinari, Ange musicien de Fra Angelico, galerie des Offices de Florence (Italie). Collection photographique universitaire de Bordeaux Montaigne.
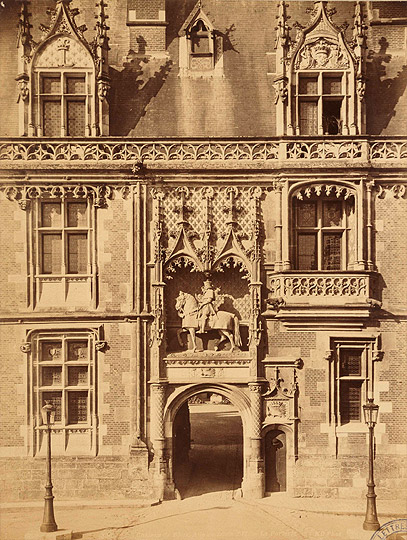
Séraphin-Médéric Mieusement, Château de Blois (Loir-et-Cher). Collection photographique universitaire de Bordeaux Montaigne.
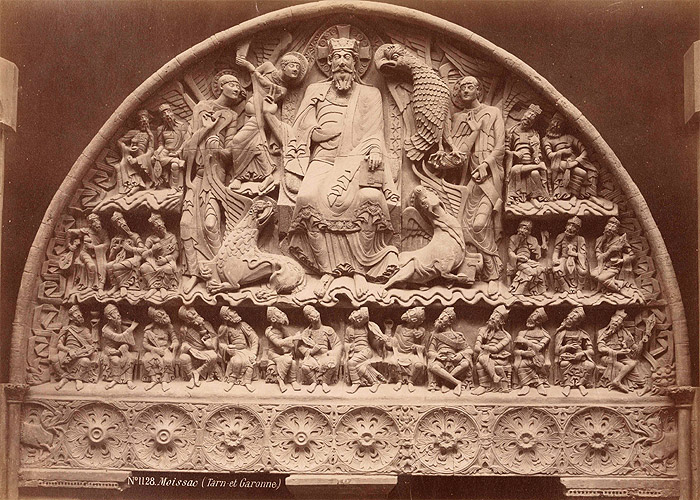
Séraphin-Médéric Mieusement, Eglise Saint-Pierre de Moissac (Tarn-et-Garonne). Collection photographique Universitaire de Bordeaux Montaigne.
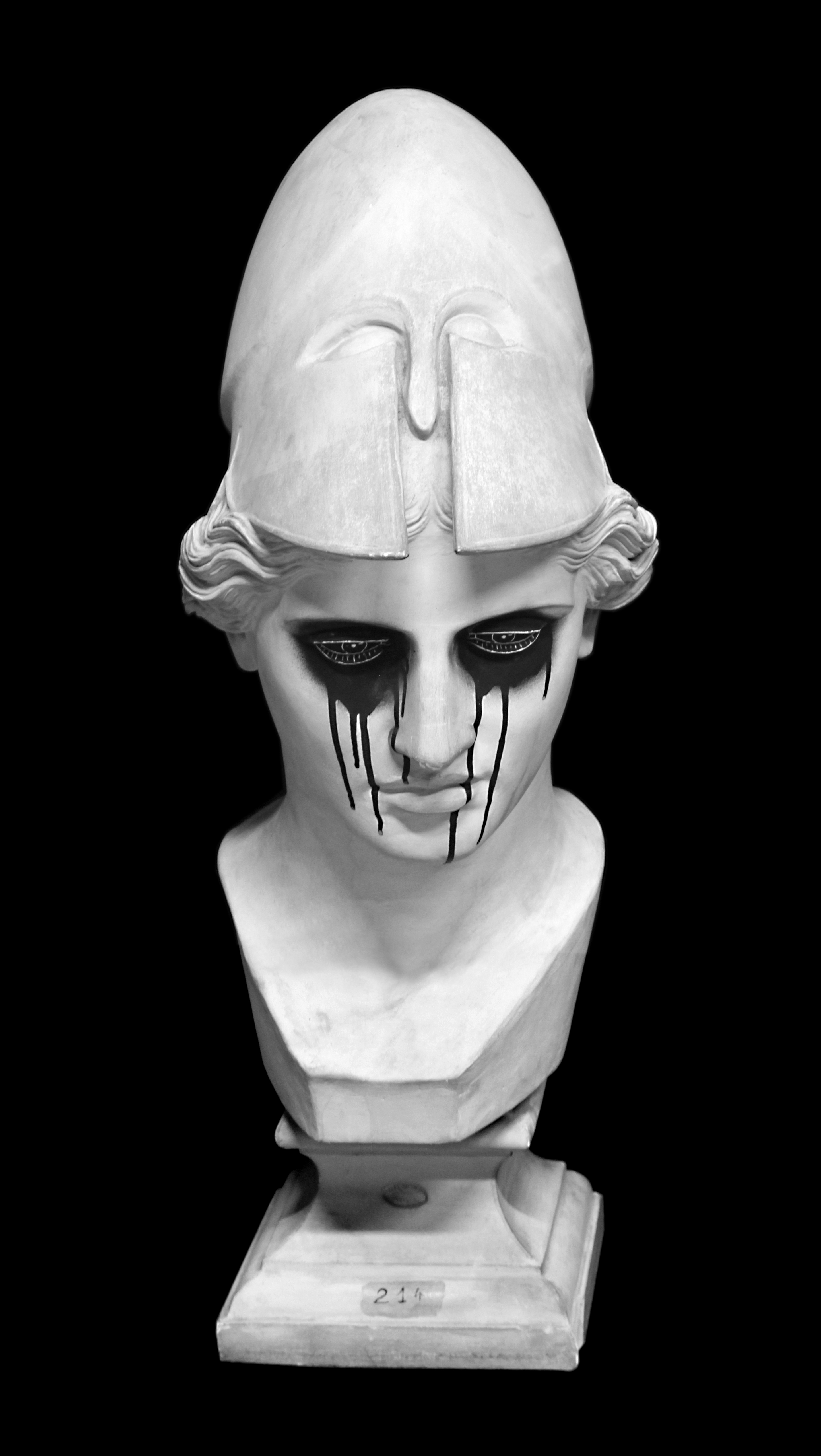
Moulage d'Athéna dite "Pallas de Velletri" vandalisée. Collection moulages antiques.
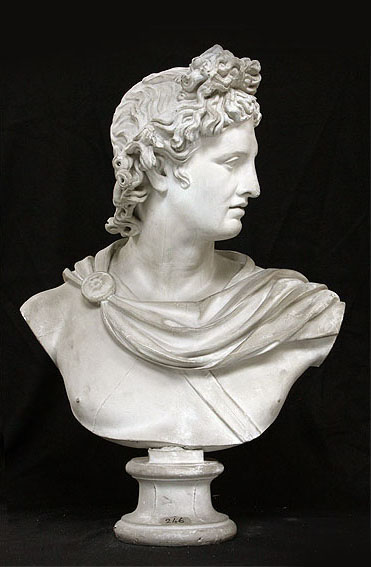
Moulage de l’Apollon du Belvédère. Collection moulages antiques.
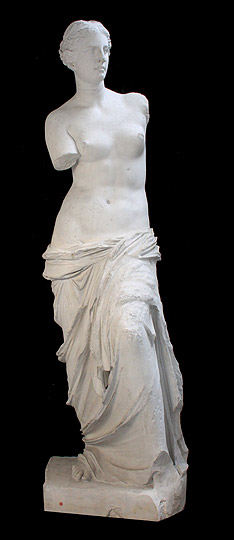
Moulage d'Aphrodite, dite Vénus de Milo. Collection moulages antiques.
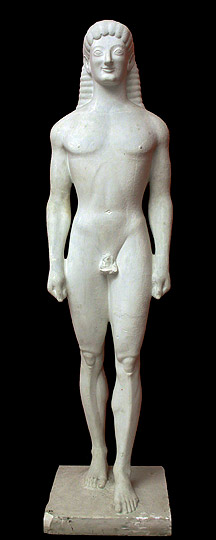
Moulage de l'Apollon de Ténéa. Collection moulages antiques.
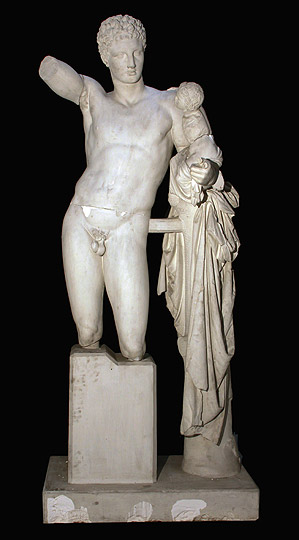
Moulage de l'Hermès d'Olympie. Collection moulages antiques.
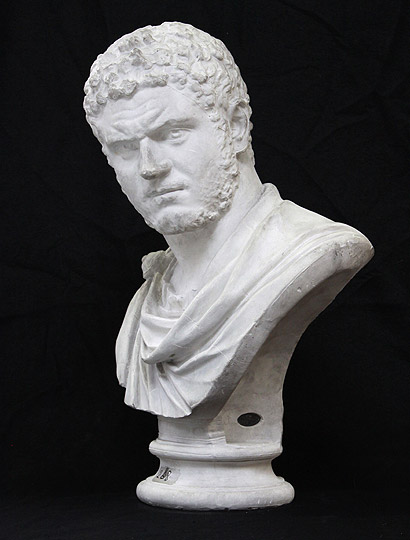
Moulage du Buste de Caracalla. Collection moulages antiques.
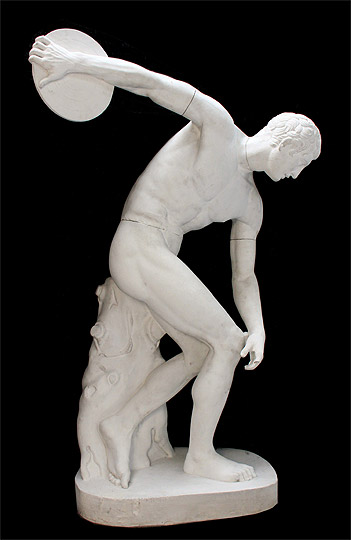
Moulage du Discobole de Myron. Collection moulages antiques.
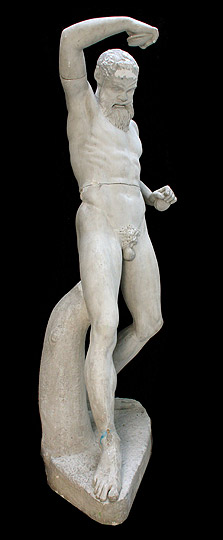
Moulage du Marsyas de Myron. Collection moulages antiques.
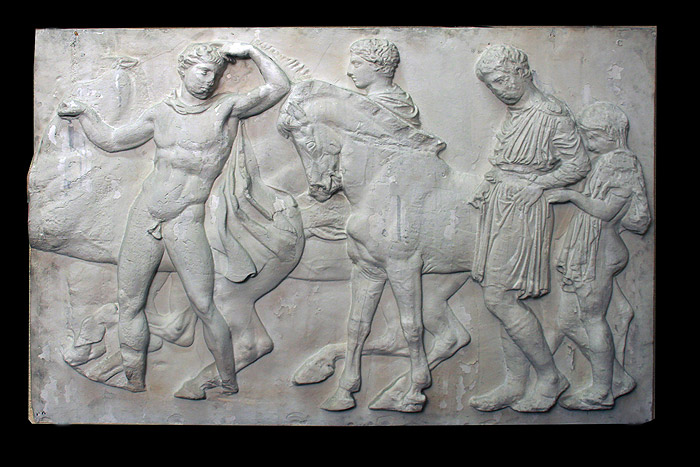
Moulage du Parthénon, frise Nord, relief XLII : Procession des Panathénées. Collection moulages antiques.
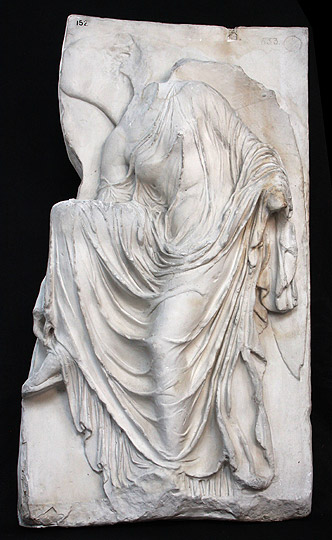
Moulage du temple d'Athéna Niké, Athènes, relief du parapet : Niké détachant sa sandale avant d'entrer dans le sanctuaire. Collection moulages antiques.
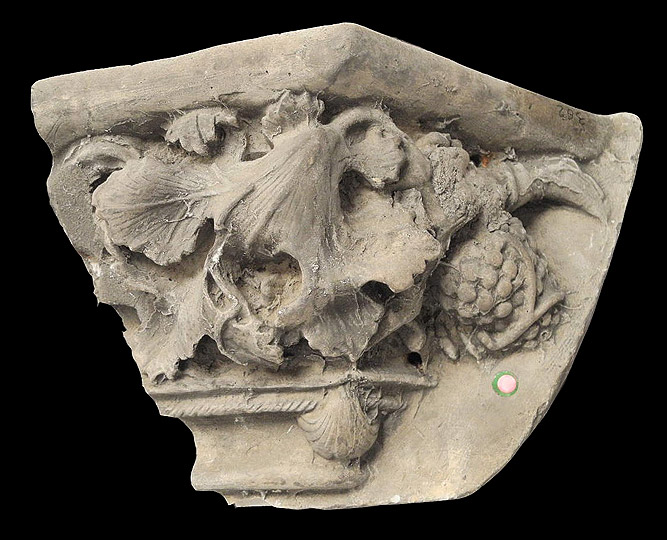
Moulage de sculpture architecturale - chapiteau. Collection moulages médiévaux.
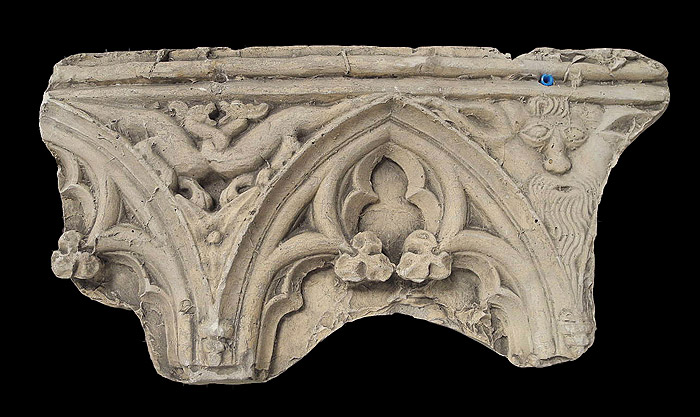
Moulage de sculpture architecturale - deux arcatures gothiques. Collection moulages médiévaux.
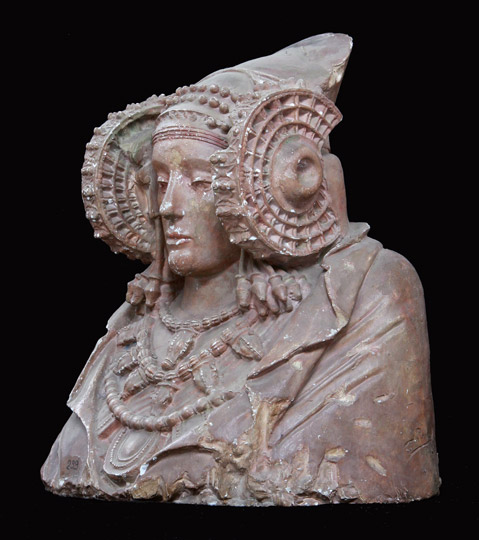
Moulage de la Dame d’Elche. Collection moulages ibériques.

## Gouvernance
Comme tous les EPSCP, l'université Bordeaux-III est gouverné par plusieurs conseils à différentes échelles. Les conseils centraux sont le conseil d'administration (CA) et le conseil académique (CAc), qui est divisé en deux commissions : la commission de la recherche (CR) et la commission de la formation et de la vie universitaire (CFVU).
Chaque unité de formation et de recherche (UFR) est doté d'un conseil.
Ces conseils sont composés de représentants des professeurs et personnels élus pour un mandat de 4 ans, et d'étudiants élus pour deux ans.
Les scrutins sont tous des scrutins proportionnels plurinominaux utilisant la méthode du plus fort reste.

### Président
Le président de l'université est élu à la majorité absolue par les membres élus du conseil d'administration, pour un mandat de quatre ans (renouvelable une fois). Il n'y a pas de condition de nationalité. Le président représente son université, préside le conseil d'administration et dirige l'établissement ; il dispose pour l'essentiel du pouvoir exécutif. Il s'entoure d'un « bureau ».
La président participe à la Conférence des présidents d'université (CPU).

#### Liste des présidents de l'université Bordeaux-Montaigne
| Portrait                                                                   | Identité                                  | Période     | Période     | Durée                    |
| Portrait                                                                   | Identité                                  | Début       | Fin         | Durée                    |
| -------------------------------------------------------------------------- | ----------------------------------------- | ----------- | ----------- | ------------------------ |
| Pas de portrait sous licence libre disponible pour Yves Lefèvre.           | Yves Lefèvre (1918 - 1987)                | 1971        | 1975        | 4 ans                    |
| Pas de portrait sous licence libre disponible pour Robert Escarpit.        | Robert Escarpit (1918 - 2000)             | 1975        | 1978        | 3 ans                    |
| Joseph Pérez, 2009.                                                        | Joseph Pérez (1931 - 2020)                | 1978        | 1983        | 5 ans                    |
| Pas de portrait sous licence libre disponible pour Jacques Monférier.      | Jacques Monférier (1933 - 2022)           | 1983        | 1989        | 6 ans                    |
| Pas de portrait sous licence libre disponible pour Régis Ritz.             | Régis Ritz (d) (né en 1938)               | 1989        | 1994        | 5 ans                    |
| Anne-Marie Cocula en 2018                                                  | Anne-Marie Cocula (née en 1938)           | 1994        | 1999        | 5 ans                    |
| Pas de portrait sous licence libre disponible pour Frédéric Dutheil.       | Frédéric Dutheil (d) (né en 1946)         | 1999        | 2004        | 5 ans                    |
| Pas de portrait sous licence libre disponible pour Singaravelou.           | Singaravelou (né en 1945)                 | 2004        | 2009        | 5 ans                    |
| Patrice Brun                                                               | Patrice Brun (né en 1953)                 | 2009        | 2012        | 3 ans                    |
| Pas de portrait sous licence libre disponible pour Jean-Paul Jourdan.      | Jean-Paul Jourdan (né en 1956)            | 2012        | 2016        | 4 ans                    |
| Pas de portrait sous licence libre disponible pour Hélène Velasco-Graciet. | Hélène Velasco-Graciet (en) (née en 1963) | 2016        | 2020        | 4 ans                    |
| Pas de portrait sous licence libre disponible pour Lionel Larré.           | Lionel Larré (d), (né en 1973)            | 2020        | 5 juin 2024 | 4 ans                    |
| Pas de portrait sous licence libre disponible pour Alexandre Péraud.       | Alexandre Péraud (d) (né en 1963)         | 5 juin 2024 | En cours    | 1 an, 2 mois et 13 jours |

### Vice-président étudiant
Le vice-président étudiant (VPE) est élu par le conseil académique à la majorité simple des suffrages.
Il est responsable de la vie étudiante et de l'accompagnement des étudiants.

## Campus

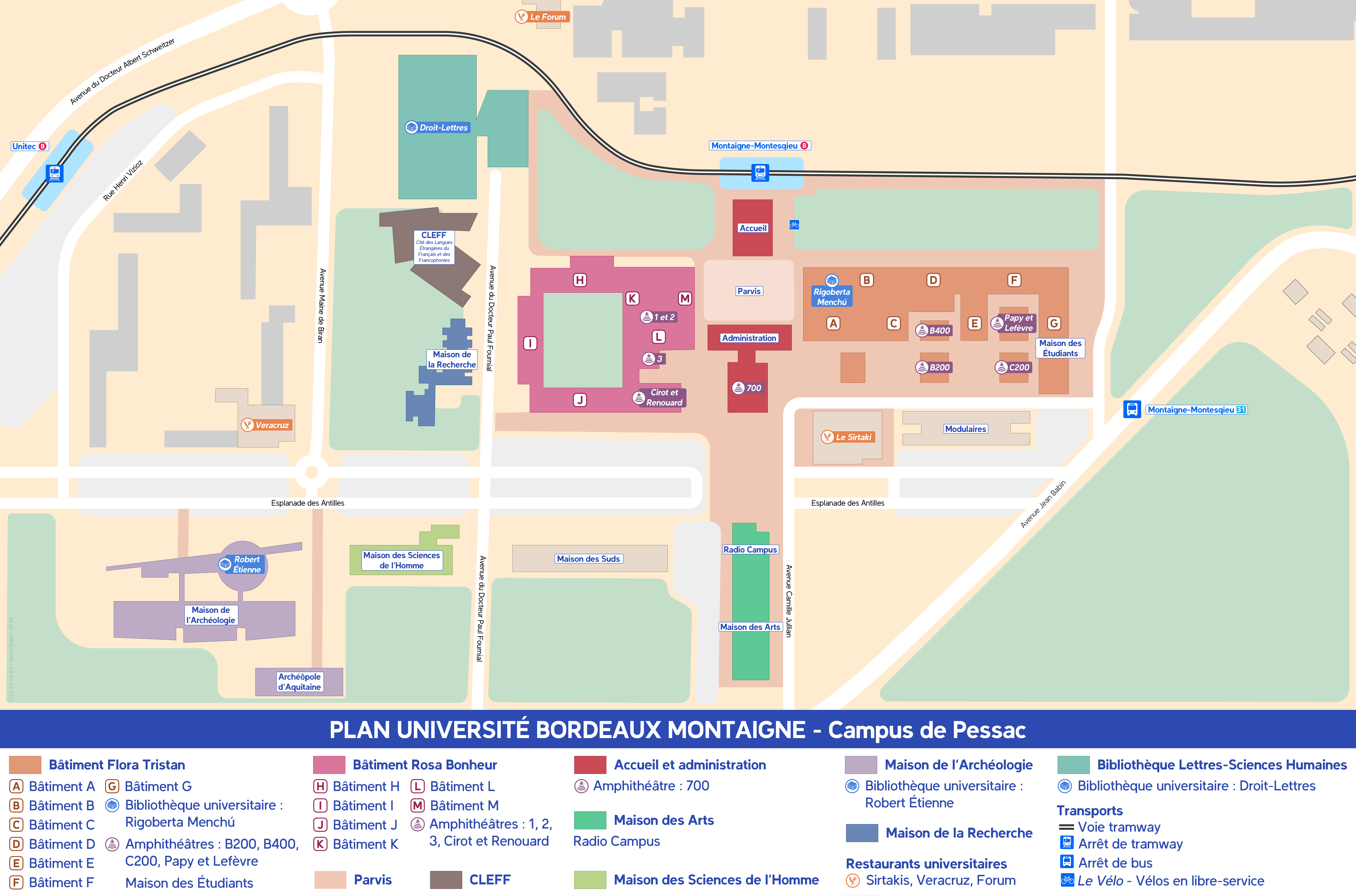
Plan de l'Université Bordeaux Montaigne (campus de Pessac)

Le siège de l'université et les lieux d’enseignements se situent dans le domaine universitaire de Pessac Talence Gradignan, qui est desservi par la ligne B du tramway de Bordeaux à la Station Montaigne-Montesquieu. Le bâtiment d'accueil des étudiants borde la station de tramway directement au sud. Il fait face au bâtiment d'administration qui donne sur l'amphi 700, le plus important de l'université. Les locaux d'enseignement bordent cet ensemble des deux côtés.
À l'est, reliés par la « Galerie », se trouve le bâtiment Flora Tristan -A à G- (comprenant notamment les locaux de l'UFR Langues et civilisations, de l'UFR Sciences des Territoires et de la Communication, des Presses universitaires de Bordeaux, de plusieurs bibliothèques de composantes et de l'école doctorale), plusieurs amphithéâtres (dont les amphis Louis Papy et Yves Lefèvre), le bâtiment des élus et la maison des étudiants. La cafétéria « Le Sirtaki » se trouve au sud du bâtiment A.
À l'ouest se trouve le bâtiment Rosa Bonheur -H à M- utilisé en particulier par l'UFR Humanités ; on y trouve cinq amphithéâtres (dont les amphis Salomon, Georges Cirot et Yves Renouard), plusieurs bibliothèques de composantes et divers services de l'université. À l'ouest des bâtiments I et J se trouvent les locaux du DEFLE, la Maison des Pays ibériques et la cafétéria « Le Vera Cruz ». La bibliothèque universitaire de lettres se tient quant à elle au nord de l'édifice du DEFLE, à mi-chemin entre Bordeaux-III et Bordeaux-IV.
L'esplanade des Antilles et ses parcs de stationnement séparent ce grand ensemble d'une série de bâtiments à usage spécifique : ce sont, d'ouest en est, la Maison de l'Archéologie (Institut Ausonius et l'Institut de Recherche sur les ArchéoMATériaux - IRAMAT), l'Archéopôle d'Aquitaine, la Maison des Sciences de l'Homme de Bordeaux (MSHBx), la Maison des Suds et la Maison des Arts (d'où émet Radio Campus Bordeaux), de l'architecte Massimiliano Fuksas.
L’université dispose également d'une antenne à Agen.
Entre 2020 et 2023, d'importants travaux de rénovation, de réhabilitation et de restructuration des bâtiments de l'université sont menés, dont une partie est financée par l'opération Campus et réalisée par Eiffage Construction. Est également concerné par ces chantiers le bâtiment de la BU Droit-Lettres.

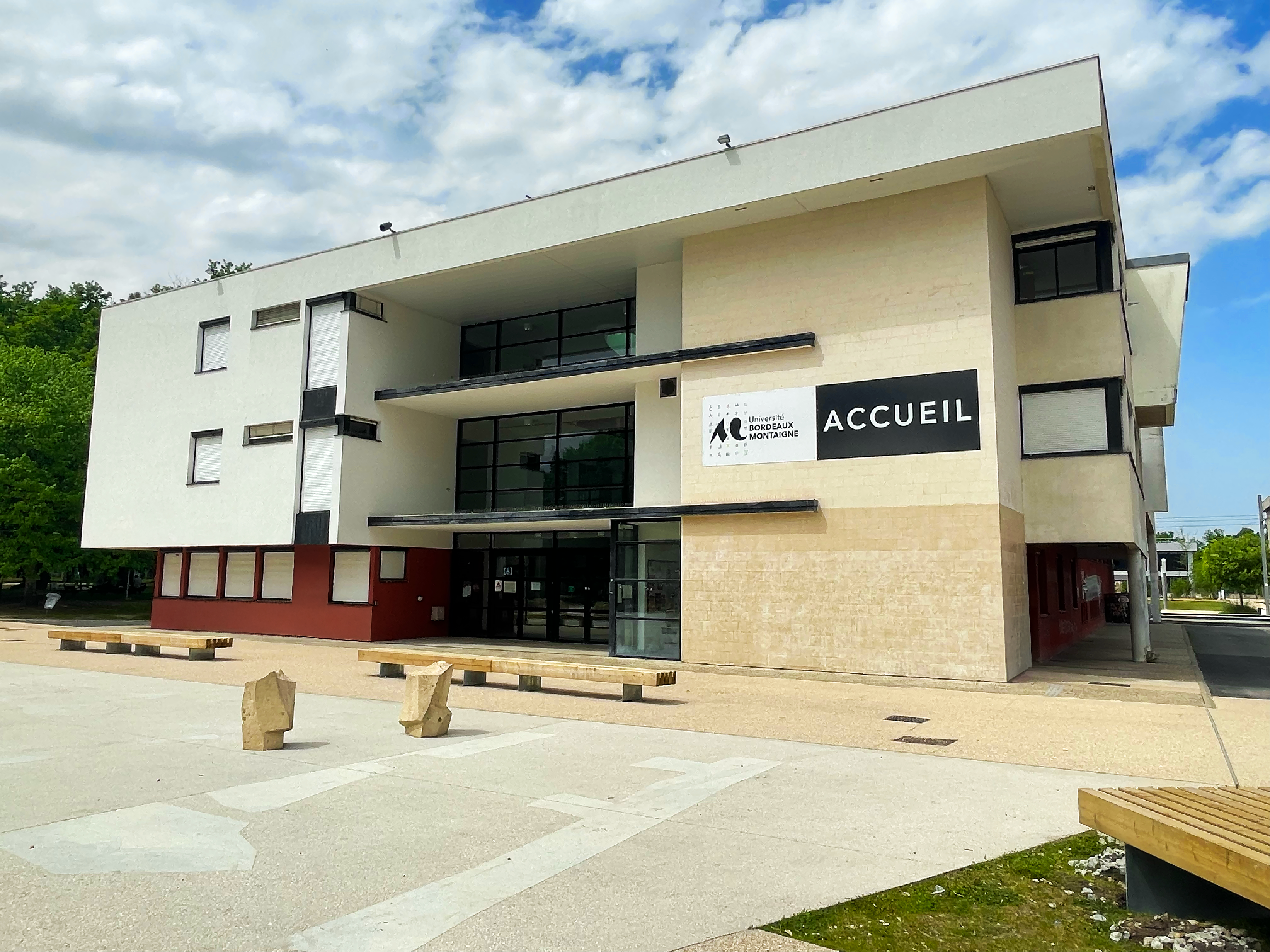
Le bâtiment d'accueil.
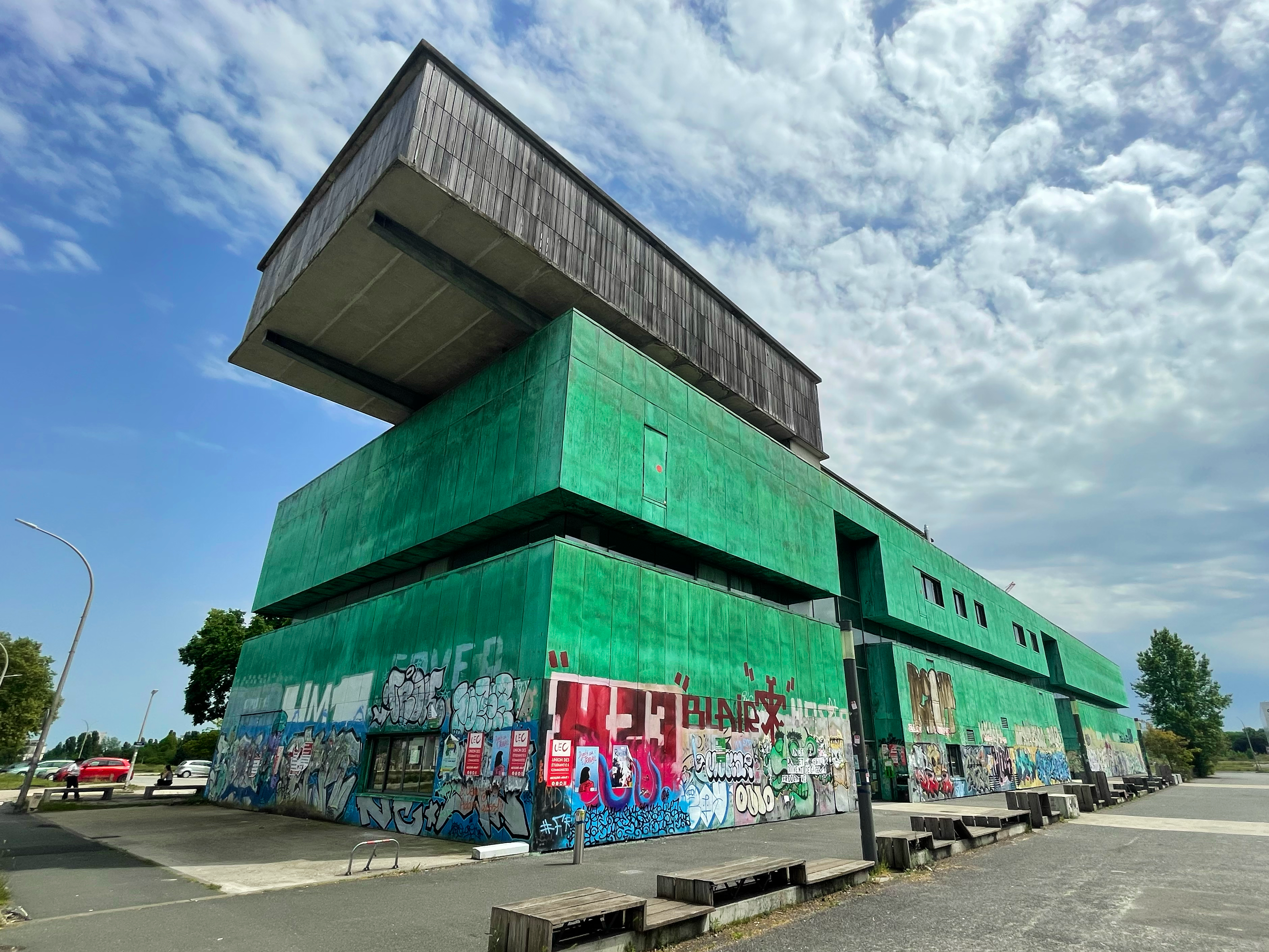
La Maison des Arts (MDA).
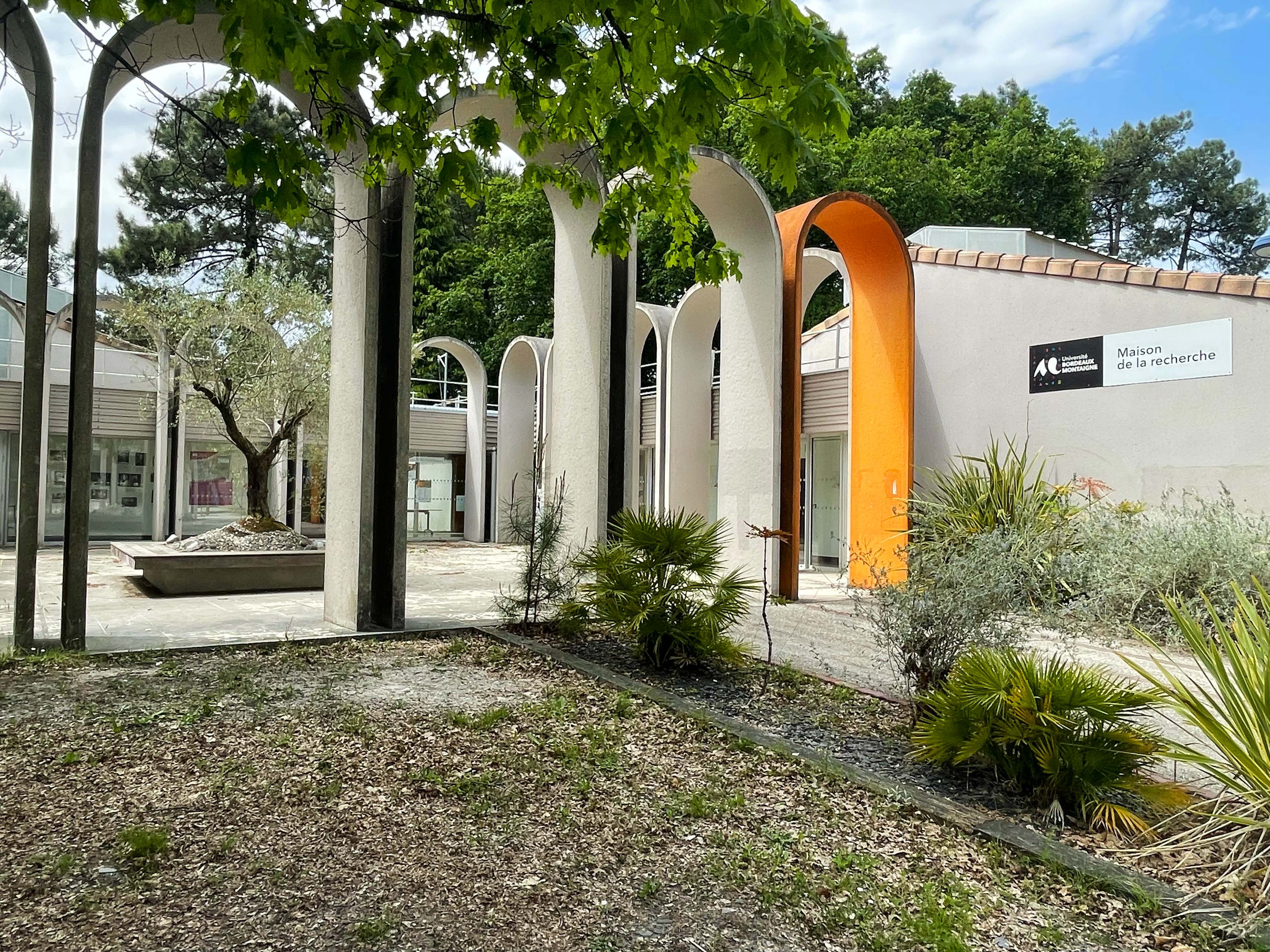
La Maison de la Recherche.
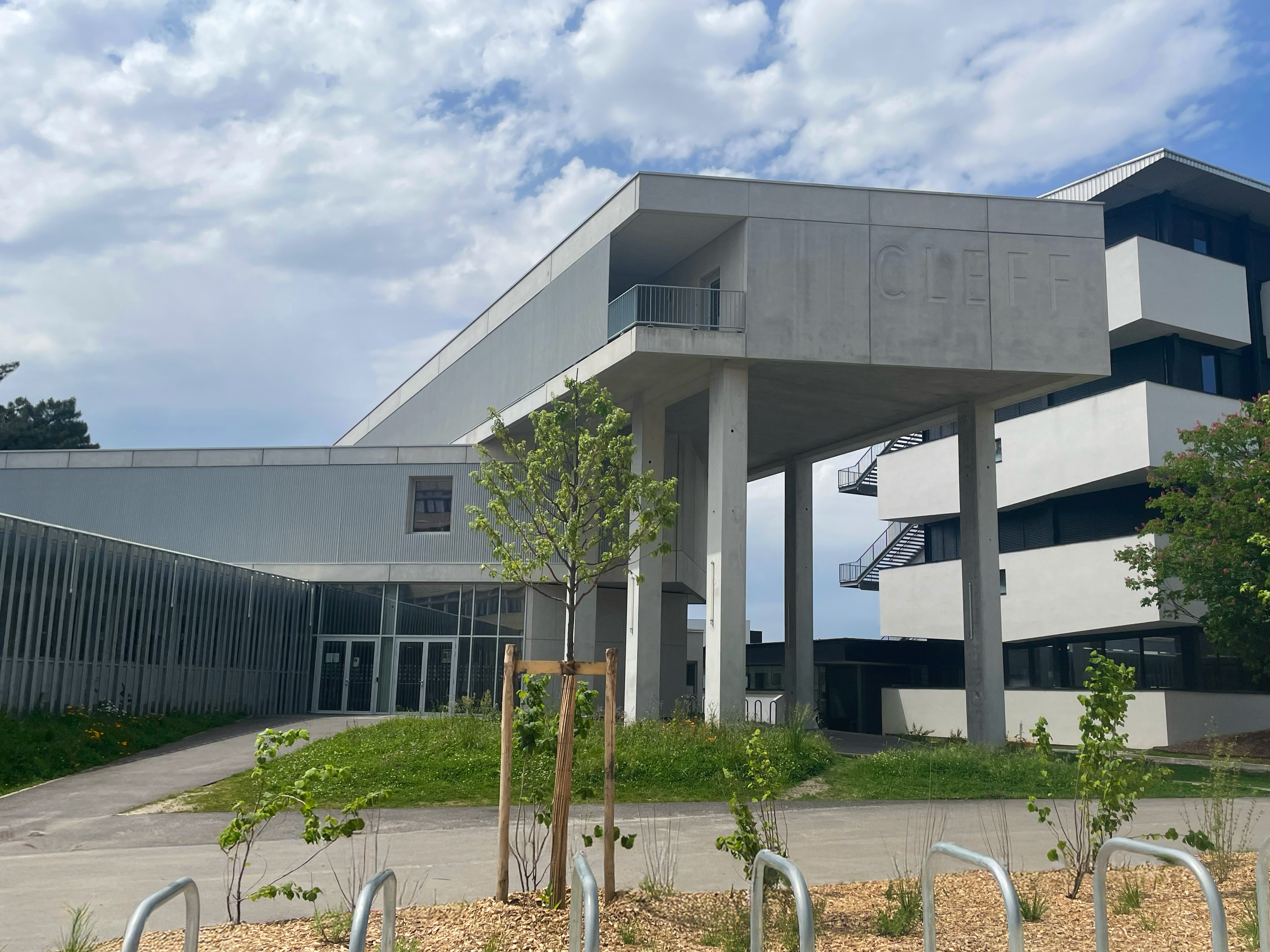
La Cité des Langues Étrangères, du Français et des Francophonies (CLEFF).
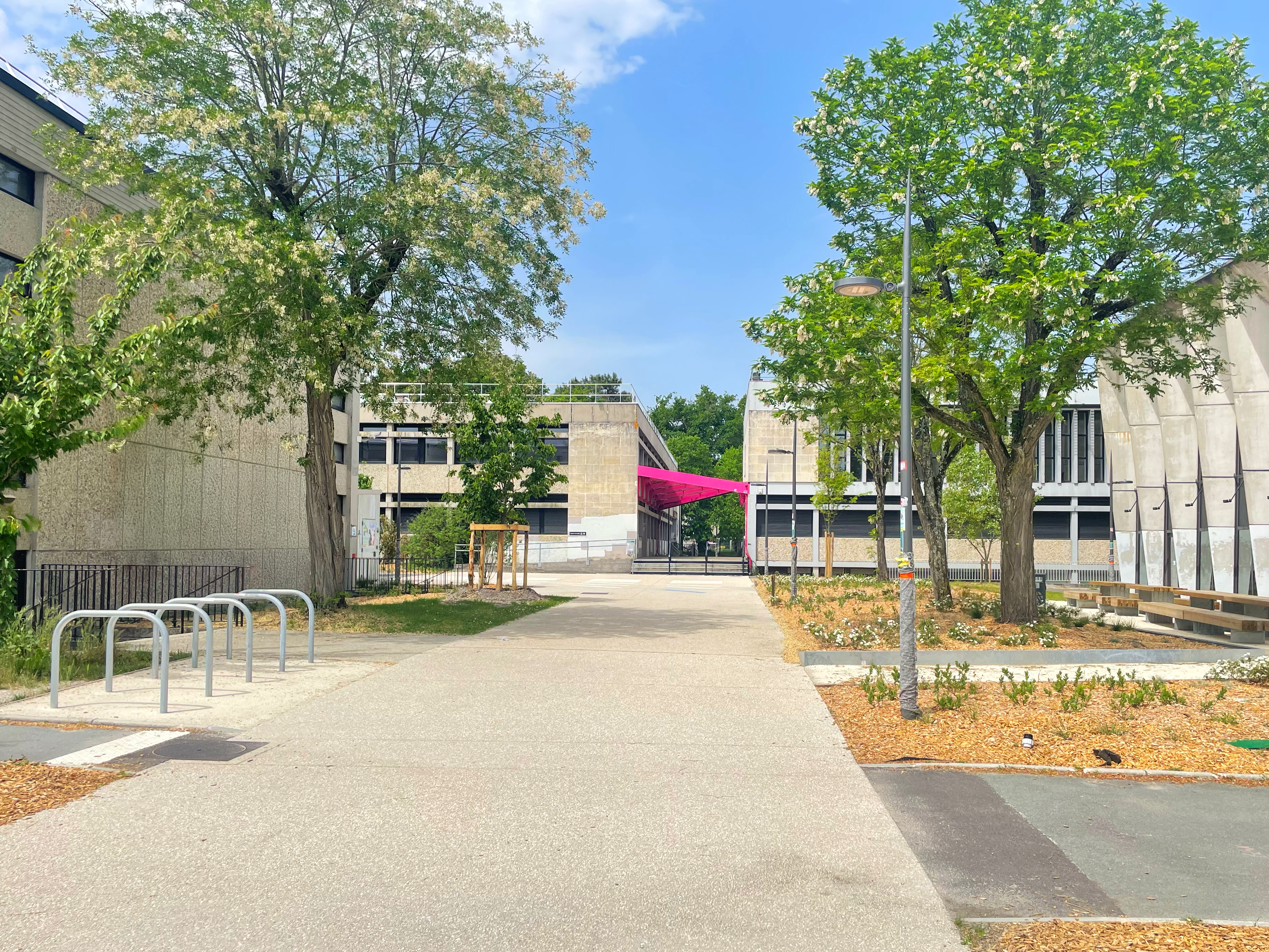
Le bâtiment L et le bâtiment administratif vu depuis l'esplanade des Antilles.

## Composantes
Conformément au code de l'éducation qui fixe l’organisation légale des universités publiques en France, l’université Bordeaux-Montaigne se découpe en plusieurs composantes : les unités de formation et de recherche (UFR), les « instituts et écoles ». Elles associent des départements de formation et des laboratoires de recherche et correspondent à un projet éducatif par un programme de recherche mis en œuvre par des enseignants-chercheurs, des enseignants et des chercheurs relevant d'une ou de plusieurs disciplines fondamentales au sein de l'Université Bordeaux Montaigne.

### Unités de formation et de recherche
L'université est découpée en plusieurs UFR, qui représentent un domaine de formation et de recherche.
Depuis la rentrée 2010, les UFR sont au nombre de trois : « Humanités » (5 155 étudiants), « Langues et Civilisations » (6 216 étudiants) et « Sciences des territoires et de la communication ».
Jusqu'en 2010, on[Qui ?] trouvait les UFR suivantes[réf. souhaitée] : arts, études germaniques et scandinaves, études ibériques et ibéro-américaines, géographie et aménagement, histoire, histoire de l’art et archéologie, institut des Sciences de l’information et de la communication, langues étrangères et langues étrangères appliquées, lettres, pays anglophones, philosophie.

### Instituts
Les instituts associés à l'Université Bordeaux Montaigne sont :
- l'IUT Bordeaux-Montaigne, fondé en 1967, qui se trouve sur le site Renaudel, dans le centre-ville de Bordeaux ;
- l'Institut de journalisme Bordeaux Aquitaine, fondé en 2006, se trouve également sur le site Renaudel, dans des locaux communs à l'IUT ;
- l'Institut d'aménagement, de tourisme et d'urbanisme (IATU) ;
- l'Institut des sciences de l'information et de la communication (ISIC).

### Départements de Recherche
L'université compte 9 Unités de Recherche, 6 UMR et 1 Unité d’Appui et de Recherche.

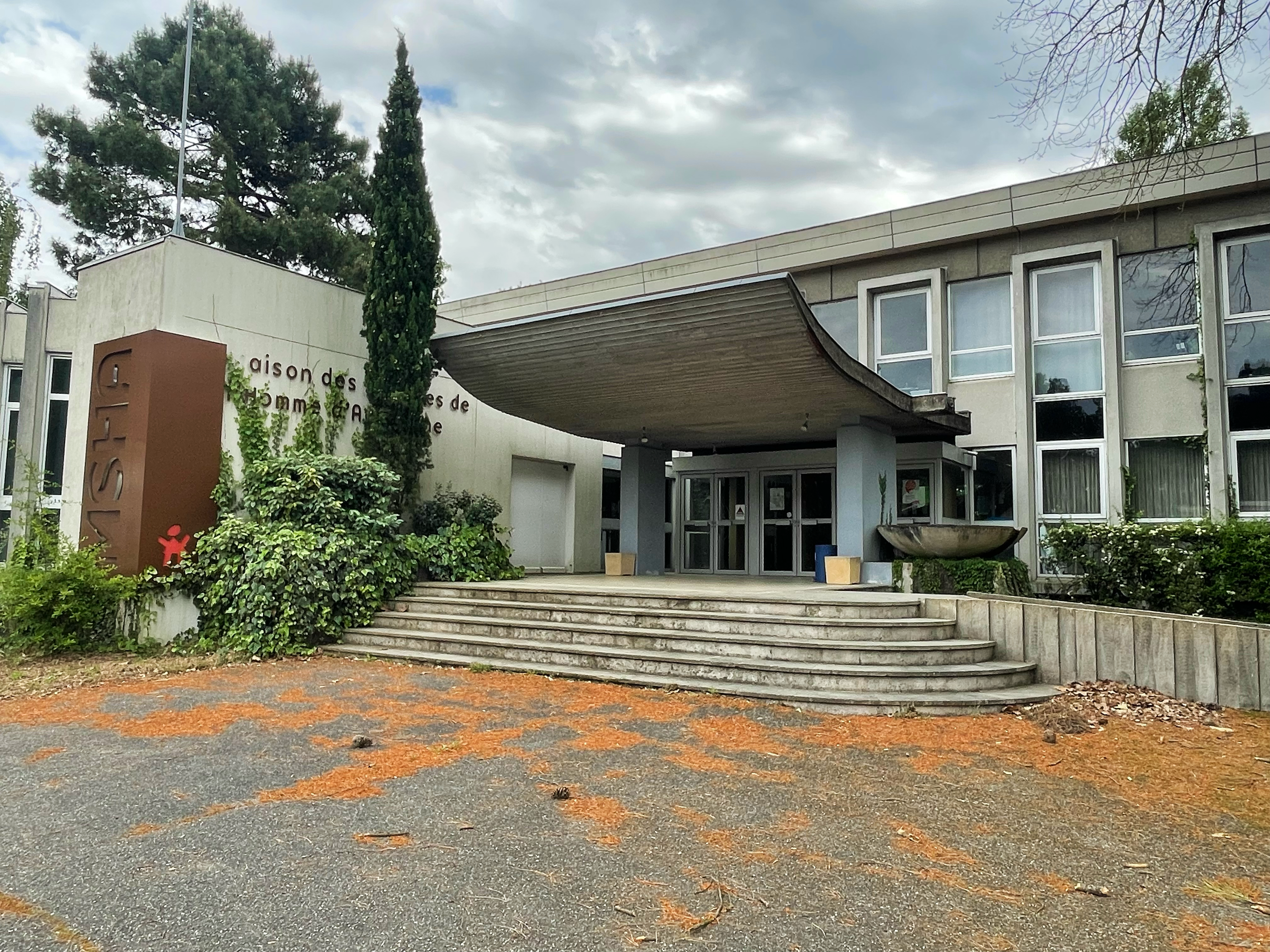
Maison des Sciences de l'Homme de Bordeaux.

Deux UMR concernent l'archéologie : l'Institut Ausonius, qui regroupe les sciences de l’Antiquité et du Moyen Âge, et l'Institut de recherche sur les archéomatériaux (IRAMAT). Ces UMR, qui collaborent avec le CNRS et disposent d'une bonne visibilité, sont incluses dans le projet de laboratoire d'excellence LaScArBx, qui les regroupe avec l'UMR PACEA de l'université Bordeaux I consacré à la Préhistoire.
ADES (« Aménagement, Développement, Santé et Sociétés »), UMR 5185, fondée en 2003, dépend du CNRS, de Bordeaux-III et de Bordeaux 2 ; elle regroupe des chercheurs en « sciences humaines et sociales de l'espace géographique ». Depuis le 1er janvier 2016 et à la suite de la fusion entre plusieurs unités de recherche, notamment avec l'ENSAP de Bordeaux et le SET de PAU, ADESS est devenue l'UMR 5319 PASSAGES.
Le Centre de recherche sur la langue et les textes basques, également appelé IKER, UMR 5478, dépend de Bordeaux 3, du CNRS et de l'UPPA ; il est situé à Bayonne, sur le campus de la Nive, et publie la revue Lapurdum. C'est la seule structure spécialisée dans ce domaine en France.
L'ERSSàB (« Équipe de recherche en syntaxe et sémantique à Bordeaux ») est la composante bordelaise de CLLE (« Cognition, langues, langage, Ergonomie »), UMR 5263, partagée entre le CNRS, Bordeaux-III et l'université Toulouse II-Le Mirail.
Europe, européanité, européanisation (EEE), UMR 5222, fondée en 2007 et collaborant avec le CNRS, développe un programme de recherche interdisciplinaire autour des notions qui lui donnent son nom.

### Écoles doctorales
L'université comprend une école doctorale, appelée « Montaigne – Humanités », résultant de la fusion de deux anciennes écoles doctorales. Elle a la charge du suivi des étudiants en troisième cycle universitaire, mais aussi de la gestion des habilitations à diriger des recherches et de l'invitation de professeurs étrangers. Elle se caractérise par un programme de séminaires d'équipes, interdisciplinaires, interuniversitaires et internationaux. Depuis quelques années, l'offre de formation destinée aux doctorants s'est sensiblement développée, et comporte désormais des ateliers de lecture, des formations en langue, des disputatio... Durant l'année universitaire 2009-2010, elle comptait plus de 800 doctorants et a géré plus de 90 soutenances de thèse. Elle fait partie du Collège doctoral de Bordeaux et délivre depuis 2008 le doctorat avec le label « Docteur de l’université de Bordeaux ». L'école doctorale est dirigée par Sandro Landi, avec pour directrice-adjointe Isabelle Poulin.

### Bibliothèques

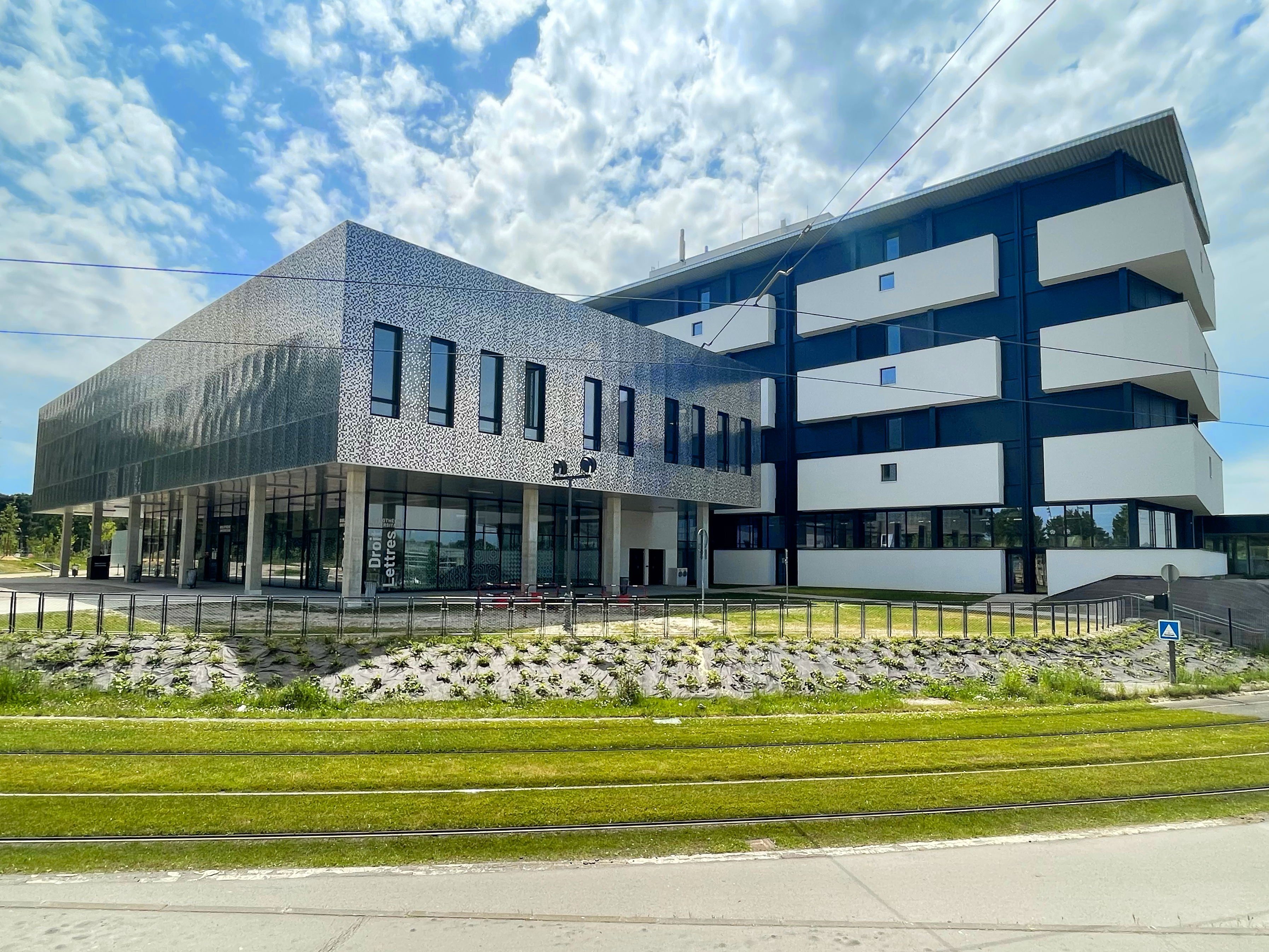
La Bibliothèque universitaire de Lettres-Droit.

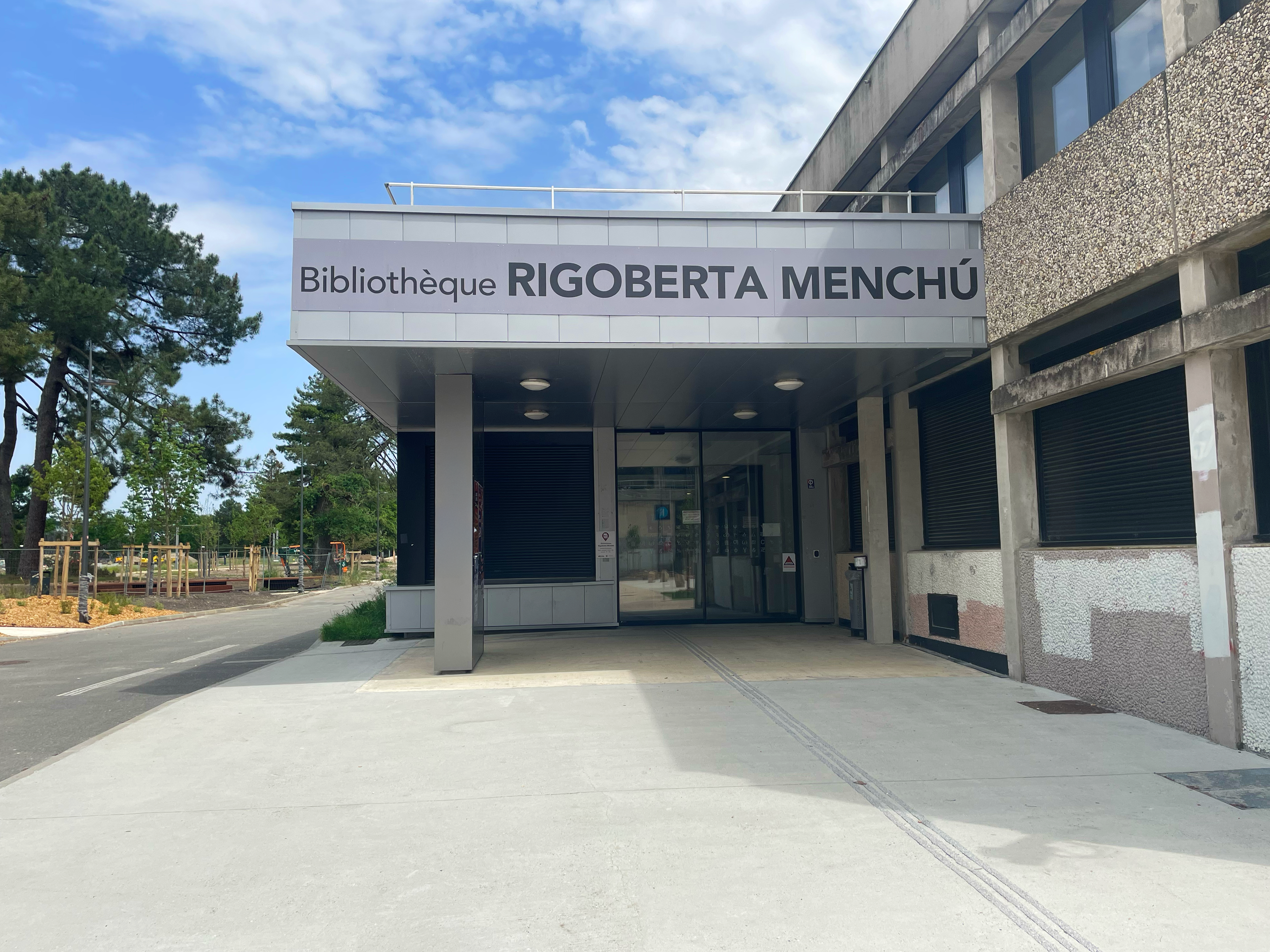
La Bibliothèque universitaire Rigoberta Menchú.

Le service commun de documentation (SCD), une équipe de 86 personnes en 2018[source insuffisante] (55 personnes en 2012), administre le réseau de bibliothèques de l'université. Le catalogue numérique des collections est disponible sur le service Babord+, géré en collaboration avec le Scoop ; le SCD participe également au réseau national Sudoc. En 2012, comme l'indiquait l'AERES, « l'offre documentaire imprimée du SCD [était] supérieure à la moyenne nationale des bibliothèques à dominante Lettres, sciences humaines et sociales : 49,4 volumes par étudiant contre 28,4 ; 0,53 titre de périodique, contre 0.45 ; 0,8 volume acquis dans l'année, contre 0.6 ».
La bibliothèque universitaire de lettres de Bordeaux, fondée en 1879, a été déplacée dans son bâtiment actuel du campus en 1968. Désormais intitulée bibliothèque de lettres et sciences humaines, elle compte plus de 414 000 ouvrages (plus de la moitié du fonds total - 763 923 volumes en 2018) qui couvrent l'ensemble des domaines étudiés à l'université. On y trouvait également le CADIST Amérique latine et Afrique lusophone de Bordeaux. La bibliothèque universitaire de Lettres et Sciences humaines et la bibliothèque universitaire de droit et sciences économiques dépendant de l'université de Bordeaux sont réunies dans le même bâtiment dit BU Droit-Lettres ; celle de Lettres occupe les niveaux supérieurs de l'édifice (niveaux 2, 4 et 6), soit 3 130 m2, et propose 540 places assises en 2016.
Outre cette bibliothèque principale, le réseau comprenait jusqu'en 2020, 9 bibliothèques et centres de documentation intégrés proposant des fonds plus spécialisés, et 3 bibliothèques associées. Entre 2020 et 2023, une vaste opération de travaux de rénovation du campus, dite Opération Campus Phase 2, a eu un impact profond sur le fonctionnement des bibliothèques en modifiant profondément le paysage documentaire de l'université. Plusieurs d'entre elles ont fermé à l'occasion de l'Opération Campus Phase et ont vu leurs collections et leurs personnels rejoindre les bibliothèques rénovées du service :  
- la bibliothèque Élie-Vinet, spécialisée en histoire, histoire de l'art et archéologie, disposait de 310 m2 et de 126 places assises[78] ; son fonds regroupait 24 000 ouvrages[82] et a rejoint la bibliothèque Lettres et sciences humaines située au sein de la BU Droit-Lettres en septembre 2023;

- la bibliothèque Henri-Guillemin disposait de 840 m2 pour 166 places assises[78][source insuffisante] et dont les collections concernent les littératures anglophone et germanophone ainsi que les sciences du langage[83] (fermeture définitive et destruction à l'automne 2020) ;
- la bibliothèque ibérique (anciennement bibliothèque d'études ibériques et ibérico-américaines) disposait de 134 m2 pour 72 places assises[84] et un fonds d'environ 50 000 ouvrages (fermeture définitive à l'automne 2020) ;
- la bibliothèque LE-LEA disposait de 376 m2 et de 66 places assises[84][source insuffisante] compte 45 000 ouvrages et avait été inaugurée à l'automne 1996. Elle a fermé définitivement en mai 2022[85] ;
- la bibliothèque de géographie - cartothèque propose des collections variées dont 20000 ouvrages et 73000 cartes et intègre depuis l'été 2019 les fonds de l'ancien centre de ressources de l'ISIC (fermeture définitive en mai 2022[85]).

La bibliothèque Robert-Étienne, située dans la Maison de l'Archéologie, dessert principalement les chercheurs et les étudiants de différents laboratoire dont l'Institut Ausonius. Son fonds de plus de 50 000 ouvrages s'articule autour de l'histoire ancienne, de l'archéologie et des langues et littératures anciennes. Depuis sa réouverture en janvier 2023, elle est ouverte à tous les publics.
Une nouvelle bibliothèque située au rez-de-chaussée du bâtiment Flora Tristan, rassemblant notamment les collections de langues, sciences du territoire et civilisation, est baptisée au printemps 2022 du nom de Rigoberta Menchú. Elle ouvre le 29 septembre 2022 et propose plus de 500 places de travail.
Situé au centre-ville de Bordeaux, le centre de ressources Montaigne (CRM) offre aux étudiants et enseignants de l'IUT de l'université une documentation autour des métiers du livre, de la communication, de l'animation socio-culturelle, du Web, de la médiation culturelle et du développement local.

### Structures d'études et de recherche
- AMERIBER, UR 3656, regroupe des enseignants-chercheurs travaillant principalement sur les aires hispanophones et lusophones (et ponctuellement à leur voisinage méditerranéen et/ou américain) ainsi qu’à leurs cultures et aux faits de civilisation dont celles-ci sont le fruit[90].
- Archeosciences Bordeaux, UMR 6034, réunit au sein d’un même laboratoire de spécialistes venant de champs disciplinaires différents (archéométrie, physique, chimie, archéologie, géologie, mathématiques, imagerie numérique, informatique, optique, histoire de l’art, numismatique…), mais qui se retrouvent autour d’une approche centrée sur la matière, les matériaux anciens et la matérialité[91].
- ARTES, UR 24141 est le laboratoire des arts de l’Université Bordeaux Montaigne.
- CEMMC (« Centre d’Études des Mondes Moderne et Contemporain »), UR 2958, regroupe les chercheurs en histoire moderne et contemporaine.
- Le centre François-Georges Pariset, UR 538, regroupe des chercheurs en histoire de l'art[92]. Son champ d’étude couvre tous les grands domaines d’activité associés à cette discipline, de la Renaissance à nos jours.
- CLIMAS (« Cultures et Littératures des Mondes Anglophones »), EA 4196, regroupe les chercheurs en études anglophones.
- D2iA (« Dynamiques, Interactions, Interculturalité Asiatiques »), UMRU (Unité Mixte de Recherche Universitaire) 24140 a été créée en 2019.
- LAM (« Les Afriques dans le monde »), UMR 5115, est un centre multidisciplinaire et comparatiste d’analyse du politique dans les Afriques et les espaces transocéaniques dessinés par les sociétés issues de la traite[93].
- MICA (« Médiations, Information, Communication, Art »), UR 4426, réfléchit sur les « mutations des médiations à l'ère du numérique et de la mondialisation ».
- PASSAGES, UMR 5319, est une unité mixte de recherche rattachée à la section 39 « Espaces, Territoires et Sociétés » du CNRS issue de la fusion de ADESS (UMR 5185 - Pessac) et SET (UMR 5603 - Pau) ainsi que d'équipes de l'ENSAPBx.
- Plurielles, UR 24142, rassemble des chercheur et chercheuses issus des anciennes équipes d’accueil (EA) CLARE (EA 4593) et TELEM (EA 4195) autour des langues et littératures anciennes.
- SPH (« Sciences, philosophie, humanités »), UMRU 4574, créée en 2011, regroupe des chercheurs de l'université de Bordeaux et de l'Université Bordeaux Montaigne[94].

## Presses universitaires
L'université possède sa maison d'édition universitaire, les Presses universitaires de Bordeaux. Fondées en février 1983, elles proposent des publications papier et numériques, concernant les domaines abordés à l'université Bordeaux-Montaigne et en moindre mesure les thèmes et sujets des autres établissements d'enseignement supérieur et de recherche de la métropole bordelaise.
L'université finance et publie les revues scientifiques suivantes :
- les Annales du Midi (histoire), avec l'université Toulouse II-Le Mirail ;
- Aquitania, à parution annuelle ;
- le Bulletin hispanique, à parution semestrielle ;
- les Cahiers d'Outre-Mer  (géographie) ;
- Communication & organisation, revue semestrielle ;
- Dynamiques Environnementales - Journal international des géosciences et de l’environnement ;
- Horizons/Théâtre ;
- Lumières ;
- Les Essais, la revue interdisciplinaire d'humanités de l'École doctorale Montaigne-Humanités[97] dont les numéros depuis 2018 sont consultables en ligne sur la plateforme OpenEdition Journals[98] ;
- la Revue des études anciennes, revue semestrielle fondée en 1899 ;
- Sud-Ouest européen, revue semestrielle publiée avec d'autres universités du Sud-Ouest.

## Personnalités liées à l'université

### Étudiants
- Yann Barthès, journaliste, animateur, et producteur français.
- François Bayrou, homme politique et Premier ministre français.
- José Bové, homme politique français.
- Daria Douguine, philosophe russe d'extrême droite.
- Olivier Falorni, homme politique français.
- Noël Mamère, journaliste, homme politique français.
- Ignacio Ramonet, journaliste français.
- Céline Sallette, actrice française.
- Virginie Hoifua Te Matagi Tafilagi (1965-), poétesse française.

## Vie étudiante

### Évolution démographique
Évolution démographique de la population universitaire
| 2000   | 2001   | 2002   | 2003   | 2004   | 2005   | 2006   | 2007   |
| ------ | ------ | ------ | ------ | ------ | ------ | ------ | ------ |
| 14 847 | 14 785 | 15 230 | 15 266 | 15 461 | 15 522 | 15 600 | 15 318 |

| 2008   | 2009   | 2010   | 2011   | 2012   | 2013   | 2014   | 2015   |
| ------ | ------ | ------ | ------ | ------ | ------ | ------ | ------ |
| 14 417 | 15 247 | 15 466 | 14 770 | 14 458 | 14 484 | 14 888 | 14 995 |

| 2016   | 2017   | 2018   | 2019   | 2020   | 2021   | 2022   | - |
| ------ | ------ | ------ | ------ | ------ | ------ | ------ | - |
| 14 499 | 15 485 | 15 831 | 15 657 | 16 003 | 16 055 | 14 544 | - |

### Vie associative
L'université compte un peu plus d'une trentaine d'associations. Diverses manifestations sont organisées au fil de l'année, notamment en géographie avec le festival Géocinéma organisées par l'AEGB (« Association des Étudiants Géographes de Bordeaux » et l'UMR PASSAGES,, ou les Journées de la Géographie organisées par l'association Doc'Géo.

### Identité visuelle (logo)

Logo de l’université Michel-de-Montaigne-Bordeaux-III jusqu’en mars 2014.
Logo de l’Université Bordeaux Montaigne depuis le 12 mars 2014.